# Phalène
Il Phalène è la variante con orecchie pendenti dell'Épagneul nano continentale.